# TRL Compilation (2003)
TRL Compilation è una compilation di brani musicali del 2003, pubblicata il 9 maggio 2003 in concomitanza con la tappa di Roma dello show musicale di MTV Italia Total Request Live.
La compilation, uscita quando al timone del programma vi erano Giorgia Surina e Marco Maccarini, raccoglie i brani di maggiore successo trasmessi durante l'anno da TRL.

## Promozione
Per presentare il CD i due conduttori dello show, Giorgia Surina e Marco Maccarini, sono stati presenti al megastore delle Messaggerie Musicali di Roma a via del Corso il 10 maggio 2003 a partire dalle ore 16:00 per autografare tutte le compilation ai fan che vi si sono presentati all'evento.

## Tracce
1. Justin Timberlake – Like I Love You
2. Tiromancino, Elisa e Meg – Nessuna certezza
3. The Calling – Could It Be Any Harder
4. Cesare Cremonini – PadreMadre
5. Atomic Kitten – Be with You
6. Carmen Consoli – Pioggia d'aprile
7. Blue – One Love
8. Elisa – Almeno tu nell'universo
9. Kelly Rowland – Stole
10. Subsonica – L'errore
11. Avril Lavigne – Sk8er Boi
12. Gemelli DiVersi – Tu no (THG Remix)
13. Oasis – Songbird
14. Marcello Martini – A volte
15. Nick Carter – I Got You
16. Flaminio Maphia – Ragazze acidelle